# Армянская каллиграфия
Армянская каллиграфия (арм. Հայկական վայելչագրություն) — один из видов каллиграфии, художественная запись текстов на армянском языке всеми видами армянского письма.
Первым центром развития армянской каллиграфии и рукописной книги был Вагаршапат. В истории известны более 1500 центров развития армянской каллиграфии и рукописного искусства, которые действовали в разные эпохи и имели разные масштабы развития. Наиболее значимые центры были расположены в Вагаршапате, Сюнике (Татев, Гладзор и т. д.), Вараге, Нареке, Аргине, Ахпате, Санаине, Ахтамаре, Гетике, Гошаванке, Хоранашате, Хор Вирапе, Глаке, в монастырях Мушa, Ерзнка, Карина, Карса, Апракуниса, Аданы, Вана, Битлиса, Новой Джульфы и так далее.

## Галерея
- Образцы армянской каллиграфии